# Evangelische Kirche Welmlingen

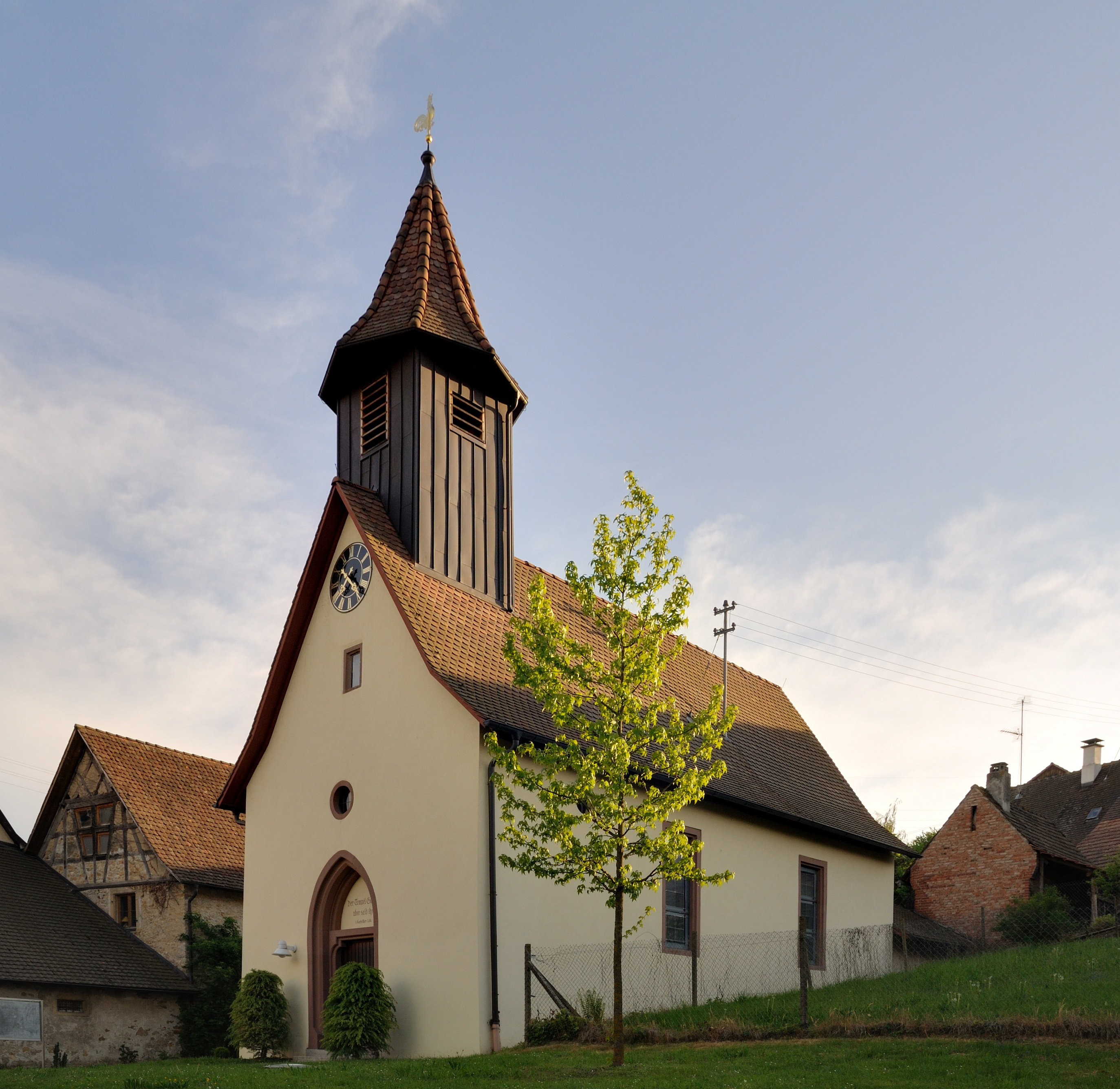
Evangelische Kirche Welmlingen

Die Evangelische Kirche Welmlingen steht im Ortsteil Welmlingen der südbadischen Gemeinde Efringen-Kirchen. Eine Vorgängerin der kleinen Kirche aus dem Jahr 1723 bestand bereits im 14. Jahrhundert.

## Geschichte
Die Kirche in Welmlingen als Filialkirche von Blansingen wird bereits in den Jahren 1360 bis 1370 erwähnt („ecclesia Blansingin cum filia Wlingen“). Überliefert ist ihr Patrozinium der heiligen Cäcilia und dass ihr Zustand 1720 derart schlecht war, dass keine Gottesdienste abgehalten werden konnten. Die Bitten der Bürger an den Landesherren wurden erhört und 1723 eine neue Kirche am Platz der alten errichtet. Die Jahreszahl der Neuerbauung weist heute im Rundbogen über der heute zugemauerten Seitentüre darauf hin. Vermutlich bei Renovierungsarbeiten vor dem Ersten Weltkrieg verlegt man den Eingang auf Ostseite unter den Dachreiter. 1966 erhielt die Kirche eine neue Verglasung und ein Wandmosaik von Jürgen Brodwolf.

## Beschreibung
Das kleine Gotteshaus besteht aus einem rechteckigen Saalbau, der mit einem Satteldach bedeckt ist. Die Längsseiten des Langhauses tragen zwei schmale, rechteckige Fenster. Der Dachreiter trägt zu jeder Seite rechteckige Klangarkaden und wird von einem achteckigen Pyramidendach bedeckt, der an seiner Spitze einen Wetterhahn trägt. Die Kirche ist mit einer flachen Holzdecke eingedeckt. Bänke und Innenwände sind weiß bemalt. Auf einem leicht erhöhten Podest steht ein schlichter Altar, dahinter hängt ein Holzkreuz an der Wand. Rechts des Altars befindet sich ein Taufstein, rechts ein Kanzelpult. Die Orgel befindet sich auf einer Empore über dem Eingang.

### Glocken und Orgel

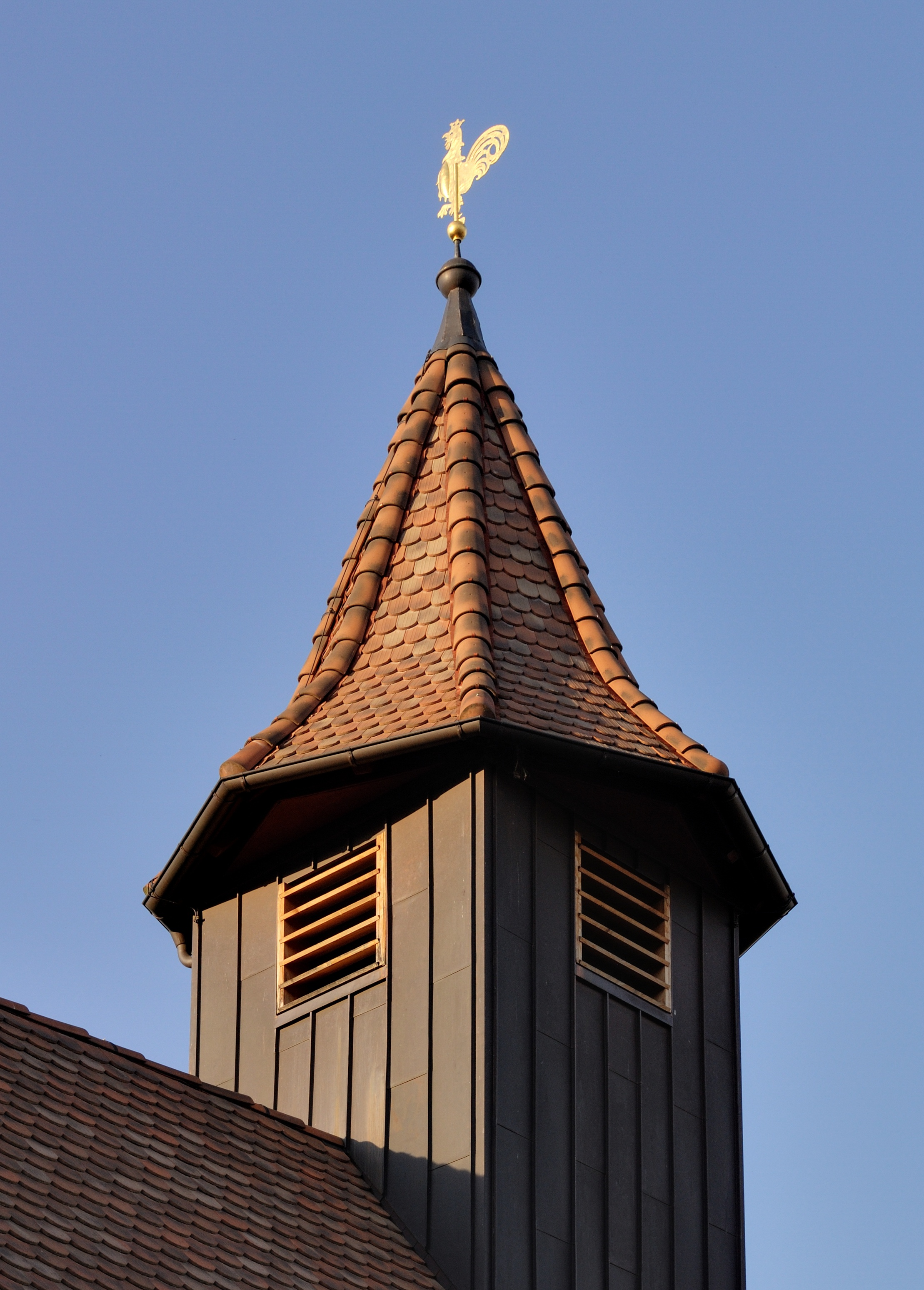
Dachreiter

Das dreistimmige Bronzegeläut setzt sich wie folgt zusammen:
| Nr. | Schlagton | Gussjahr | Gießer                             |
| 1   | fis′′     | 1952     | Glockengießerei Bachert, Karlsruhe |
| 2   | a′′       | 1921     | Glockengießerei Bachert, Karlsruhe |
| 3   | h′′       | 1952     | Glockengießerei Bachert, Karlsruhe |

Auf der Empore steht die Orgel von G. F. Steinmeyer aus dem Jahre 1967. Das Instrument arbeitet mit mechanischer Schleiflade, besitzt ein Manual, Pedal und vier Register.